# Многоріччя
Многорі́ччя (до 1945 року — Кючю́к-Озенба́ш, крим. Küçük Özenbaş) — село в Україні, у Бахчисарайському районі Автономної Республіки Крим. Підпорядковане Зеленівській сільській раді. Розміщене у південній частині району.

## Назва
Частина назви села «Озенбаш» означає «початок річки» (крим. özen — річка; baş — початок, дослівно — голова); «Кючюк» крим. küçük — «маленький».

## Географія
Многоріччя — найсхідніше село району, розташоване в мальовничій вузькій долині річки Бельбек, між вершиною Бойка масиву Бойка (1173 м) з заходу і хребтом Ай-Петрі заввишки 1200—1400 метрів — зі сходу. Саме село лежить на висоті 495 м. Південніше села знаходиться карстове джерело Тюллюк, з якого бере початок Бельбек (точніше Кючюк-Озенбаш, головний витік Бельбеку).
Многоріччя ще й найвіддаленіше село району: відстань до Бахчисарая від села становить близько 45 км, до найближчої залізничної станції — Сирень — близько 35 км. Єдине сусіднє село Щасливе знаходиться на віддалі 1,5 км нижче по долині. З села старовинна дорога веде через Ай-Петринську яйлу до Ялти.

## Відомі люди
- Сейтмемет Якубов — радянський та український художник-кераміст.